# Galeodes melanalis
Galeodes melanalis är en spindeldjursart som beskrevs av Roewer 1934. Galeodes melanalis ingår i släktet Galeodes och familjen Galeodidae. Inga underarter finns listade i Catalogue of Life.